# Макнейл, Оуэн
Оуэн Макнейл (ирл. Eoin Mac Néill; 15 мая 1867 — 15 октября 1945) — ирландский учёный, активист национального движения, политический деятель Шинн Фейн. Макнейла называли «отцом современной науки об Ирландии раннего Средневековья». Являлся ключевой фигурой Гэльского возрождения, был соучредителем Гэльской лиги, боролся за сохранение ирландского языка и культуры. В 1913 году создал организацию Ирландские добровольцы, в которой занял пост начальника генерального штаба. В этой должность он встретил Пасхальное восстание, но ни к нему самому, ни к его подготовке отношения не имел. Макнейл способствовал прекращению восстания, не поддержав Патрика Пирса и в последнюю минуту призвав Ирландских добровольцев не участвовать в столкновениях и разойтись по домам. Позднее он был избран в Первый Дойл в качестве депутата от Шинн Фейн.

## Ранние годы
При рождении получил имя Джон Макнейл. Родился в семье католиков, принадлежащих к рабочему классу. Рос в Гленарме, графство Антрим, в регионе, который «все ещё хранил некоторые традиции ирландского языка». Образование получил в колледже Святого Малахия (Белфаст) и Колледже Квинс (Белфаст). Макнейл проявлял огромный интерес к истории Ирландии и глубоко погрузился в её изучение. В 1888 году он получил степень бакалавра в области экономики, юриспруденции и конституционной истории, а затем поступил на работу в качестве гражданского служащего.
В 1893 году Макнейл вместе с вместе с Дугласом Хайдом основал Гэльскую лигу и с 1893 по 1897 год занимал пост секретаря без оплаты, а затем стал первым редактором официальной газеты лиги (1899—1901). Он также был редактором Gaelic Journal с 1894 по 1899 годы. В 1908 году Макнейл был назначен профессором ранней истории Ирландии в Дублинском университетском колледже.
19 апреля 1898 года Макнейл женился на Агнес Мур; у пары было восемь детей: четыре сына и четыре дочери.

## Ирландские добровольцы
Гэльская лига изначально являлась строго неполитической организацией, но в 1915 году было выдвинуто предложение отказаться от этого принципа и принять полуполитический статус. Макнейл решительно поддержал эту идею, на его сторону встало большинство делегатов парламента. Дуглас Хайд, неполитический протестант, второй основатель и бессменный президент лиги на протяжении 22 лет, немедленно после этого подал в отставку.
В рамках Гэльской лиги Макнейл встречался с членами Шинн Фейн, Ирландского республиканского братства (ИРБ) и другими националистами и республиканцами. Один из его коллег по лиге, О’Рахили, выпускал газету An Claidheamh Soluis и в октябре 1913 года попросил Макнейла написать статью на тему более широкую, чем вопросы ирландского языка. Макнейл представил текст под названием The North Began, в которой призвал к формированию националистических добровольческих сил, приверженных автономии. С таким же призывом ранее выступили унионисты, создавшие организацию Ольстерские добровольцы, призванную противодействовать автономизации. Балмер Хобсон, член ИРБ, предложил Макнейлу довести высказанную идею до логического завершения, и после серии встреч Макнейл стал председателем совета, который сформировал организацию Ирландские добровольцы. Позднее он возглавил её штаб. В отличие от ИРБ, Макнейл не поддерживал путь вооружённого восстания, за исключением противодействия прямому давлению на организацию, не видя возможности достичь успеха в открытом противостоянии с британской армией.
В ряды Ирландских добровольцев во множестве проникли члены ИРБ, планировавшие использовать организацию для вооруженного восстания с целью отделения Ирландии от Соединённого Королевства и установление республики. Вступление Великобритании в Первую мировую войну стало, по их мнению, прекрасной возможностью воплотить планы в реальность. В сотрудничестве с Джеймсом Коннолли и Ирландской гражданской армией, тайный совет ИРБ запланировал всеобщее восстание на Пасху 1916 года. В предшествующую среду они передали Макнейлу письмо, якобы украденное у высокопоставленных британских сотрудников в Дублинском замке, где указывалось, что англичане собираются арестовать его и всех других националистических лидеров. Макнейл не подозревал, что письмо было поддельным.
Макнейл узнал о планах ИРБ, а вскоре ему сообщили, что Роджер Кейсмент высадился в графстве Керри с грузом немецкого оружия. Скрепя сердце, Макнейл согласился присоединиться к повстанцам, считая британский удар неизбежным. Он объявил мобилизацию Ирландских добровольцев в качестве оборонительного акта. Однако вскоре Кейсмент был арестован, обещанное оружие потеряно, и Макнейл отказался поддержать Патрика Пирса, отменил публикацию объявления о мобилизации, что резко снизило количество Добровольцев, явившихся по призыву в день Пасхального восстания. Пирс, Конноли, и остальные согласились, что восстание всё равно состоится, но началось оно на день позже, чем первоначально планировалось, чтобы органы власти были застигнуты врасплох. Восстание продолжалось менее недели, начавшись в Пасхальный понедельник 24 апреля 1916 года. После капитуляции восставших Макнейл был арестован и приговорен к пожизненному заключению, хотя он участия в восстании не принимал.

## Политическая жизнь
Макнейл вышел из тюрьмы в 1917 году и на всеобщих выборах 1918 года был избран членом парламента от Шинн Фейн. В соответствии с политикой абстенционизма, которой придерживались в Шинн Фейн, он отказался занять своё место в Британской палате общин и вместо этого вошёл в только что созданный Дойл Эрен. Он был членом парламента Северной Ирландии с 1921 по 1925 годы, хотя так и не занял положенное ему место. В 1921 году он поддержал Англо-ирландский договор, а в 1922 году на Ирландском конвенте в Париже оказался в меньшинстве делегатов, выступавших за это соглашение. После учреждения Ирландского Свободного государства Макнейл получил пост министра образования в первом правительстве во главе с Уильямом Косгрейвом.
Семью Макнейла разделили разногласия по вопросу договора с Британией. Его младший сын, Брайан, выступал против договора и был убит в сентябре 1922  года, во время Ирландской гражданской войны, при сомнительных обстоятельствах близ Слайго армией Свободного государства. Двое других сыновей, Найл и Турлох, служили офицерами в армии Свободного государства. Брат Оуэна, Джеймс Макнейл, стал вторым и предпоследним генерал-губернатором Ирландского Свободного государства.

## Комиссия по границе
В 1924 году была создана комиссия с целью уточнить границы между Северной Ирландией и Ирландским Свободным государством. Макнейл представлял в ней последнюю сторону. 7 ноября 1925 года британская газета консерваторов, The Morning Post, опубликовала карту, по которой часть графства Донегол передавалась Северной Ирландии, что противоречило цели создания комиссии. Возможно, из-за этого, или, если верить словам Макнейла, из-за несоответствия подобного условиям Англо-ирландского договора, он вышел из состава комиссии 20 ноября. 24 ноября он также подал в отставку с поста министра образования, хотя пребывание в этой должности не было связано с работой в комиссии.
3 декабря 1925 года правительство Свободного государства заключило соглашение с правительствами в Лондоне и Белфасте об исключении из Англо-ирландского договора кабальных условий по выплате «имперского долга» Соединённого Королевства, в обмен признав границу 1920 года, что отменяло решение комиссии. Это возмутило многих националистов, и Макнейл стал объектом серьёзной критики, хотя в реальности он и комиссия были попросту проигнорированы при заключении межправительственных соглашений о реструктуризации задолженности. В любом случае, несмотря на его отставку, сделка по границе была одобрена Дойлом 10 декабря 1925 года 71 голосом против 20. Макнейл при этом был указан среди голосовавших «за». В результате выборов в юне 1927 года он потерял место в Дойл Эрен.

## Научная деятельность
Макнейл был крупным исследователем истории Ирландии и одними из первых, кто приступил к изучению раннего ирландского права, предлагая при этом как собственные интерпретации, порой националистически окрашенные, так и просто переводы на английский. Он был также первым, кто показал принципы наследования в Ирландском королевстве, его теории являются основой для современных представлений. 25 февраля 1911 года он выступил с приветственным обращением к только что созданному Юридическому и экономическому обществу Дублинского университетского колледжа.
С 1937 по 1940 года Макнейл занимал пост президента Королевского общества древностей Ирландии, с 1940 по 1943 — пост президента Ирландской королевской академии.

## Последние годы
В конце жизни Оуэн Макнейл полностью отошёл от политики и стал председателем Комиссии по ирландским рукописям. Последние годы он посвятил научной деятельности, опубликовал ряд книг по истории Ирландии. Умер в Дублине от естественных причин в возрасте 78 лет. Его внук, Майкл Макдауэлл, занимал посты заместителя премьер-министра Ирландии и министра юстиции, равноправия и законодательной реформы.